# 加藤綠
加藤綠（日语：／ Katō Midori，1939年11月15日—），日本女性配音員、演員、旁白。出身於東京府（現東京都）。身高155cm。O型血。
她以電視動畫《海螺小姐》主人公河豚田海螺一角，以及作為紀錄片綜藝節目《全能住宅改造王》旁白而聞名。

## 經歷
加藤綠1939年出生於東京都。高中畢業之後，她進入松竹歌劇團團員養成學校松竹音樂舞踊學校學習。原本是希望當新派劇演員，為此她認為不能只因必須學會所有的技藝，而輕率隨便的教導。此外倍賞千惠子、榊洋美與加藤是同期生。
1959年，加藤參加NHK舉辦的電視藝人公開徵選，此時轉往加入NHK演員養成所。次年1960年4月在NHK電視劇《天使的房間》出道。另外，她在同年與同人組成劇團「三十人會」。
1963年，加藤與NHK簽訂為期3年的優先出演合約到期之後，轉往跟東映動畫的製片人會面，成為她開始參加動畫配音工作的契機。在電視動畫《小松君 (1966年版)》（松野小松）、《魔法使莎莉 (1966年版)》（花村良子）及《噴嚏大魔王》（小甘）頻繁主演。還有為明治食品企業的商品、明治巧克力的廣告歌曲進行主唱。
1968年，加藤參加電視動畫《海螺小姐》主角河豚田海螺的配音試鏡。當初，她自己也認為海螺小姐只播3個月就終了，但出乎意料的是海螺小姐一播就是播出50年以上，並成為自身的配音代表作，也是該劇目前唯一的初期配音員。
1989年，加藤選在50歲的生日這一天，投入一人芝居的舞台表演活動。到了2000年代初期，朝日放送所屬製作人看了她的芝居之後，進而邀請她擔任紀錄片向綜藝節目《全能住宅改造王》旁白。
2009年，慶祝動畫《海螺小姐》開播40週年，邀請了加藤、和幫磯野波平〈河豚田海螺的父親〉配音的永井一郎一起在真人電視劇版的海螺小姐中客串。一方面有媒體報導認為這是加藤睽違45年再次出演電視劇。
2012年，招待參加皇室主辦的園遊會。2014年，永井病逝之後，加藤與富永美衣奈2人一起為永井發表哀悼文。

## 逸事

### 在園遊會上接受皇室的招待
2012年，加藤在園遊會上接受當時的明仁天皇、美智子皇后招待及進行交流對談，此時她覺得只有掛識別證還是無法認出，於是用一句敬語「我就是海螺小姐」之後做自我介紹，天皇與皇后則用笑臉接待。
同時，加藤從皇太子德仁親王和秋篠宮文仁親王聽到家族說有在收看海螺小姐，並在事後接下來的取材用海螺的聲音高興的說「爸爸、媽媽，我蠻感激的。我現在還不想回家」。

### 得獎
《全能住宅改造王》於2002年開播之後，加藤常在房子經由建築專家進行重建以前與重建以後相比的場面說：「這是怎麼辦到的！」這一句台詞成為當時的流行語。並在翌年2003年列入新語、流行語大賞前10名，領獎人由加藤代表節目出席接受頒獎。
2013年9月，《海螺小姐》獲得金氏世界紀錄「播放最久的電視動畫節目（Longest Running
Animated TV Series）」的認定。
2015年，加藤獲頒日本女性放送者懇談會45週年特別賞。

## 演出
粗體字表示主要角色。

### 電視劇
NHK綜合
- 少年劇場系列
  - （1972年）－高木恆子（主角的母親）
  - （1983年）
- 連續電視小說 翼（日语：つばさ (2009年のテレビドラマ)）（2009年）－鈴本的妻子（聲音出演）

朝日電視台
- 加油!! 小露寶（1974年－1976年）－大山初江
- 無情的許可證 (第2系列)（日语：非情のライセンス） 第67話「兇惡的隱私權」（1976年）－花子

富士電視台
- 平岩弓枝劇場系列（日语：平岩弓枝ドラマシリーズ）「春之翳」（1981年）
- （1986年）
- 海螺小姐（富士電視台）
  - 海螺小姐（2009年）－在波平上班的女性社員
  - 海螺小姐2（2010年）－湯水夫人
  - 海螺小姐3（2011年）－香菸店的老婆婆
  - 海螺小姐4（2013年）－腳腫的老婦人
- 長谷川町子物語 ～海螺小姐誕生的日子～（2013年）－友情出演

日本電視台
- 心情名偵探（日语：気分は名探偵）（1985年）－安西京子

### 電影
- 小露寶的大冒險（1976年）－飾演大山初江（露面演出）

### 電視動畫
1964年
- 少年忍者風之富士丸（日语：少年忍者 風のフジ丸）（綠[15]、美香）
- 原子小金剛 (1963年版)（日语：鉄腕アトム (アニメ第1作)）

1966年
- 小松君 (1966年版)（松野小松）
- （公）
- 魔法使莎莉 (1966年版)（花村良子、無敵婆婆）
- 彩虹戰隊（ネリーマ）

1967年
- （太郎）
- 飛飛丸（日语：ピュンピュン丸）（矮子丸[16]）
- 晚霞總長（日语：夕やけ番長）（赤城忠治）

1968年
- （大樓管理人 等）
- 怪物小王子 (1968年版)（ゴーゴン）

1969年
- 鬼太郎 (第1作)（座敷童子[注 3]）
- 海螺小姐（1969年—，河豚田海螺（日语：サザエさんの登場人物#フグ田サザエ））
- 噴嚏大魔王（小甘[17]）
- 夠了！阿太郎 (1969年版)（日语：もーれつア太郎）（八、松野小松[18]）

### 外語配音

#### 電影
- 黑人奧菲爾（英语：Black Orpheus）（米拉〈盧爾德·德·奧利維拉（英语：Lourdes de Oliveira）〉）※富士電視台版。
- 淘氣阿丹（英语：Dennis the Menace (film)）（愛麗絲·米切爾〈莉亞·湯普遜〉）
- 狂兇記（英语：Frenzy）（莫妮卡·巴林〈瓊·馬什〉）※朝日電視台版。
- 獵豔高手（英语：The Ladies Man） ※DVD版。
- 兩小無猜（拉蒂默夫人〈希拉·史蒂佛（英语：Sheila Steafel）〉）※LD版。
- 脂粉雙槍俠（英语：The Paleface (1948 film)）（災星簡〈珍·羅素〉）

#### 電視影集
- 大偵探波洛（第3季：Coco、第4季：Mabel）
- 家有阿福（Wine）
- 神仙家庭（英语：Bewitched） ※TBS版。
- 拉維恩和雪莉（英语：Laverne & Shirley）（Laverne Marie DeFazio〈Penny Marshall〉）
- 梅格雷探長（英语：Maigret (1960 TV series)）（Maigret夫人〈Helen Shingler〉）
- 打擊魔鬼（英语：The Man from U.N.C.L.E.）（Keira）
- 洋場私探（英语：Mannix）（Peggy Fair〈Gail Fisher〉）
- 海底漫遊（英语：Voyage to the Bottom of the Sea (TV series)）（Angie／Nelson提督的秘書）

#### 動畫
- 查理布朗與史努比 (1972年版)（莎莉·布朗）

### 布偶劇
- 兒童布偶劇場（日语：こどもにんぎょう劇場）（NHK教育）
  - －小狗
  - 「國王長著驢耳朵」－旁白、大臣
  - 「神」－的妻子

### 電台節目
- 聞（ABC廣播電台）
- 海螺小姐的All Night JAPAN GOLD（日语：オールナイトニッポンGOLD）（日本放送）－河豚田海螺（日语：サザエさんの登場人物#フグ田サザエ）名義。

### 綜藝節目
- 中央競馬實況轉播第1放送頻率（日语：中央競馬実況中継 (日経ラジオ社)）（日經廣播電台）－每個月的第1個星期六演出。
- （富士電視台）－以常駐時事評論員演出。
- （朝日放送）－星期三常駐來賓。
- Quiz Derby（日语：クイズダービー）（TBS）－作為黃隊參賽者跟山田康雄（日语：山田康雄）演出。
- （1972年）

等多數

### 旁白
- 圍裙講座（CGC JAPAN（日语：シジシージャパン）加盟超級市場店內播出）
- 全能住宅改造王→超級全能住宅改造王（朝日放送）
- （讀賣電視台）
- 北野武的任何人都是畢卡索（日语：たけしの誰でもピカソ）（東京電視台）
- 不二家 （1982年，廣告旁白）

## 歌曲、CD
- 『坊作』
  - 主題曲、插入歌曲
- 
  - 主題歌（OP）、片尾主題曲
- 
  - 主題歌（OP）
- 『夠了！阿太郎（日语：もーれつア太郎）』（1969年版）
  - 片尾主題曲「太郎音頭」
- 『海螺小姐』
  - 插入歌曲
- 『鬼太郎』
  - 片尾主題曲「歌」
- 『晚霞總長（日语：夕やけ番長）』
  - 片頭主題曲

## 著作
- 競馬狂本（波書房，1977年）

## 腳註